# Saint-Denis (Reunión)
Saint-Denis (o extraoficialmente Saint-Denis de la Réunion para desambiguación) es una ciudad francesa, la préfecture, capital administrativa de la région de ultramar y département de ultramar de Reunión, en el océano Índico, la vigésimo séptima por población.
Saint-Denis es también la ciudad más grande de la isla, con varios barrios residenciales periféricos que se extienden por la montaña cercana.
Saint-Denis es la comuna más poblada en los departamentos de ultramar franceses. En el censo de 1999, había 158.139 habitantes en el área urbana de Saint-Denis, de los cuales 131.557 vivían en la misma ciudad de Saint-Denis y el resto en la comuna vecina de Sainte-Marie. 

## Historia

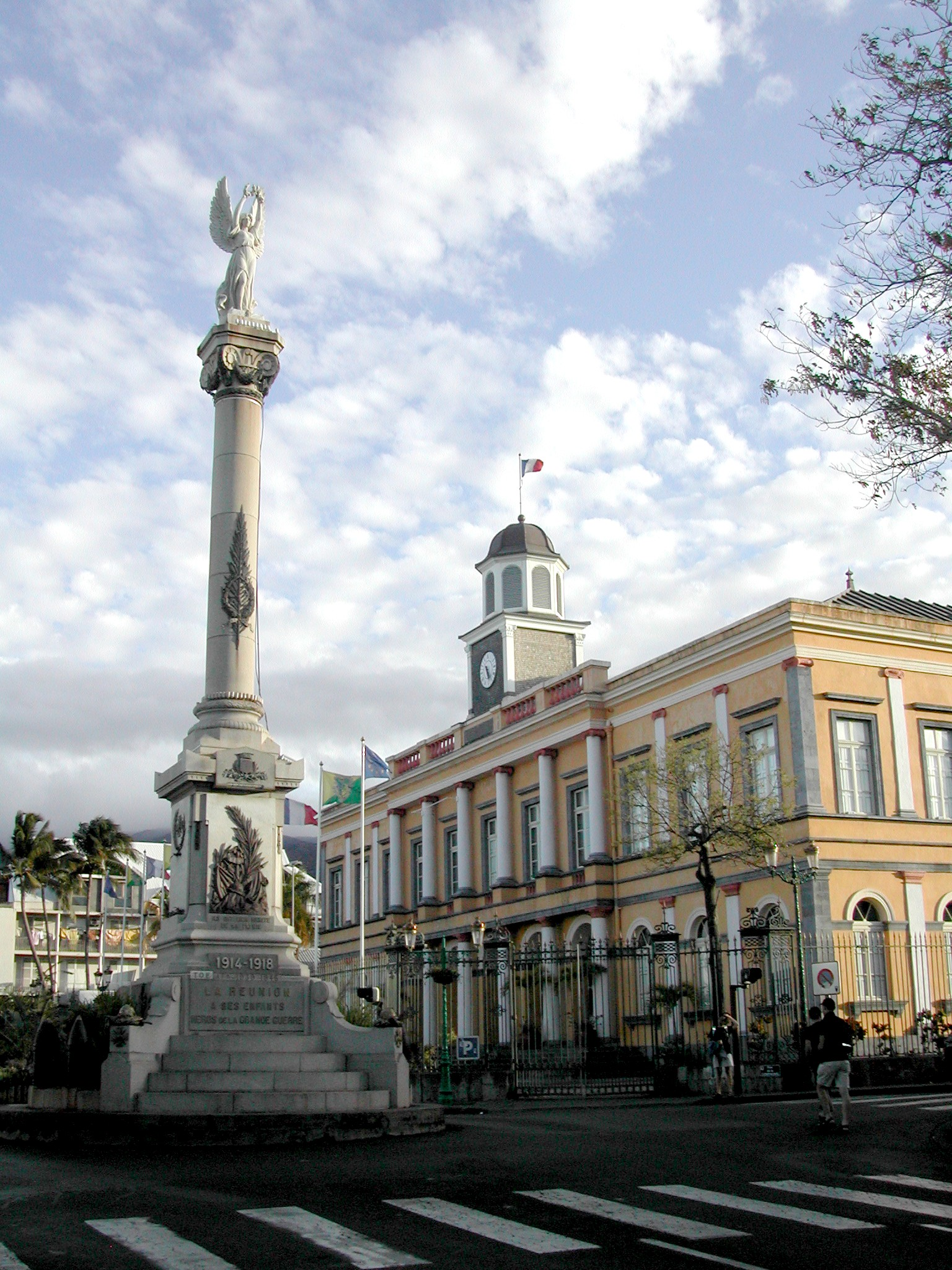
Antiguo ayuntamiento de Saint-Denis y la Columna de Victoria.

Saint-Denis fue fundada por Étienne Régnault en 1669 y se convirtió en la capital de la isla de Reunión en 1738.

## Clima
El clima de Saint-Denis es tropical lluvioso. Las temperaturas medias veraniegas oscilan entre los 23 °C y 24 °C y las invernales entre los 19 °C y 20 °C. Los meses más lluviosos son enero y febrero con 629,6 mm y los más secos son septiembre y octubre con 93,4 mm. La temperatura más alta registrada fue de 35 °C y la más baja fue de 8 °C. La humedad es sumamente alta, del orden del 100 %, lo que produce ese calor agobiante que se espera encontrar en un clima tropical y que la sensación térmica pueda ser más doble de la temperatura real.  
| Parámetros climáticos promedio de Saint-Denis, Reunión | Parámetros climáticos promedio de Saint-Denis, Reunión | Parámetros climáticos promedio de Saint-Denis, Reunión | Parámetros climáticos promedio de Saint-Denis, Reunión | Parámetros climáticos promedio de Saint-Denis, Reunión | Parámetros climáticos promedio de Saint-Denis, Reunión | Parámetros climáticos promedio de Saint-Denis, Reunión | Parámetros climáticos promedio de Saint-Denis, Reunión | Parámetros climáticos promedio de Saint-Denis, Reunión | Parámetros climáticos promedio de Saint-Denis, Reunión | Parámetros climáticos promedio de Saint-Denis, Reunión | Parámetros climáticos promedio de Saint-Denis, Reunión | Parámetros climáticos promedio de Saint-Denis, Reunión | Parámetros climáticos promedio de Saint-Denis, Reunión |
| Mes                                                    | Ene.                                                   | Feb.                                                   | Mar.                                                   | Abr.                                                   | May.                                                   | Jun.                                                   | Jul.                                                   | Ago.                                                   | Sep.                                                   | Oct.                                                   | Nov.                                                   | Dic.                                                   | Anual                                                  |
| ------------------------------------------------------ | ------------------------------------------------------ | ------------------------------------------------------ | ------------------------------------------------------ | ------------------------------------------------------ | ------------------------------------------------------ | ------------------------------------------------------ | ------------------------------------------------------ | ------------------------------------------------------ | ------------------------------------------------------ | ------------------------------------------------------ | ------------------------------------------------------ | ------------------------------------------------------ | ------------------------------------------------------ |
| Temp. máx. abs. (°C)                                   | 35.2                                                   | 34.0                                                   | 33.1                                                   | 31.6                                                   | 30.5                                                   | 29.9                                                   | 29.0                                                   | 28.2                                                   | 29.0                                                   | 30.5                                                   | 31.8                                                   | 32.9                                                   | 35.2                                                   |
| Temp. máx. media (°C)                                  | 30.1                                                   | 30.1                                                   | 29.7                                                   | 29.1                                                   | 27.5                                                   | 26.1                                                   | 25.2                                                   | 25.3                                                   | 25.8                                                   | 26.8                                                   | 28.0                                                   | 29.1                                                   | 27.7                                                   |
| Temp. mín. media (°C)                                  | 23.5                                                   | 23.7                                                   | 23.2                                                   | 22.1                                                   | 20.6                                                   | 18.9                                                   | 18.1                                                   | 18.0                                                   | 18.6                                                   | 19.6                                                   | 20.9                                                   | 22.4                                                   | 20.8                                                   |
| Temp. mín. abs. (°C)                                   | 18.2                                                   | 18.6                                                   | 18.4                                                   | 15.6                                                   | 15.4                                                   | 13.6                                                   | 12.9                                                   | 12.8                                                   | 13.0                                                   | 13.4                                                   | 15.0                                                   | 17.8                                                   | 12.8                                                   |
| Precipitación total (mm)                               | 278.6                                                  | 351.0                                                  | 232.5                                                  | 154.3                                                  | 97.6                                                   | 76.9                                                   | 57.8                                                   | 57.8                                                   | 50.0                                                   | 43.4                                                   | 70.0                                                   | 188.7                                                  | 1658.6                                                 |
| Días de precipitaciones (≥ 1 mm)                       | 13.30                                                  | 14.33                                                  | 13.03                                                  | 11.30                                                  | 9.60                                                   | 7.17                                                   | 8.83                                                   | 9.60                                                   | 8.07                                                   | 7.13                                                   | 5.93                                                   | 11.13                                                  | 119.42                                                 |
| Horas de sol                                           | 210.6                                                  | 202.3                                                  | 214.2                                                  | 221.4                                                  | 213.9                                                  | 211.7                                                  | 220.1                                                  | 214.1                                                  | 212.2                                                  | 210.5                                                  | 213.3                                                  | 227.9                                                  | 2572.2                                                 |
| Fuente: Meteo France                                   |                                                        |                                                        |                                                        |                                                        |                                                        |                                                        |                                                        |                                                        |                                                        |                                                        |                                                        |                                                        |                                                        |

## Transporte
El aeropuerto más cercano es el aeropuerto Roland Garros el cual es también el principal aeropuerto internacional de Reunión. El tranvía de Reunión, programado el comienzo de su construcción para el 2008, unirá la ciudad con el aeropuerto y la segunda ciudad de Reunión, Saint-Paul.

## Patrimonio
- Jardin de l'État
- Catedral de Saint Denis de la Reunion
- Mezquita Noor-e-Islam, la mayor parte de la Reunión y el más antiguo existente en suelo francés (1905)

## Personas destacadas
Condenado al exilio en la Reunión, el Rais marroquí Abd el-Krim vivió unos años en Saint-Denis desde 1926.
- Juliette Dodu (1848-1909), resistente a la guerra de 1870
- Ambroise Vollard (1866-1939), comerciante de arte y galería
- Roland Garros (1888-1918), aviador
- Raymond Barre (1924-2007), político
- Gérald De Palmas (1967), cantante
- Daniel Narcisse (1979), el balonmano internacional